# Sasamoto Tsuneko

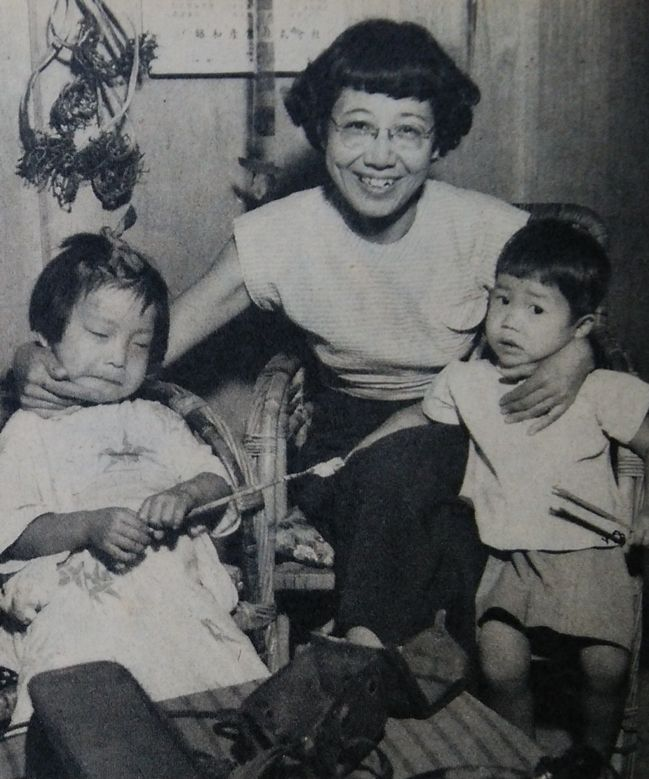
Sasamoto Tsuneko

Sasamoto Tsuneko (japanisch 笹本 恒子; * 1. September 1914 in Tokio, Japan; † 15. August 2022 in Kamakura, Japan) war eine japanische Fotografin. Sie war Japans erste Fotojournalistin und starb 2022 kurz vor ihrem 108. Geburtstag.

## Leben und Werk

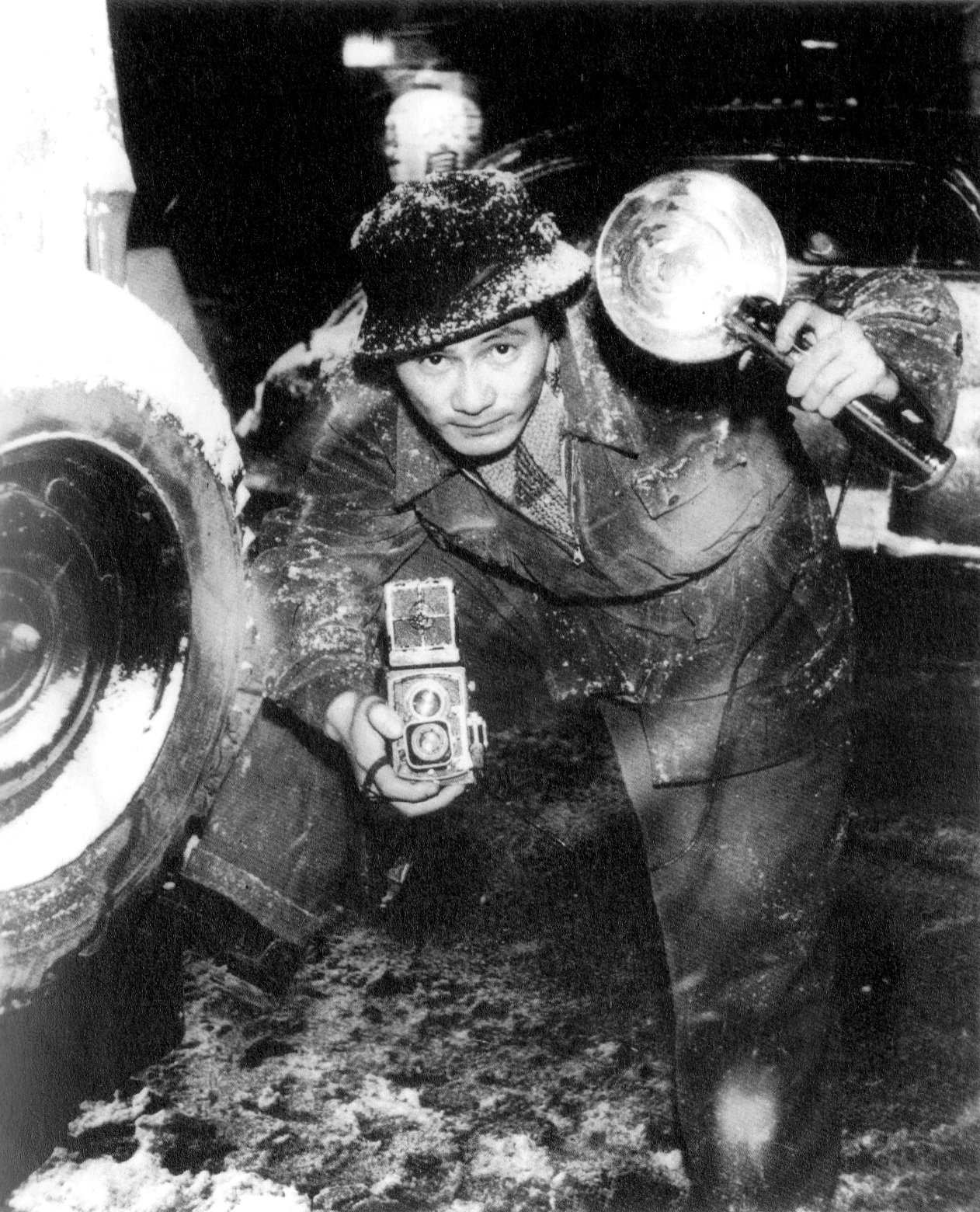
Foto von Sasamoto Tsuneko: Tadahiko Hayashi, Ende der 1940er Jahre. Bildquelle: 『時代を語る 林忠彦の仕事』光村推古書院、2018年、ISBN 978-4-8381-0574-8

Sasamoto war die Tochter eines Kimonohändlers und wollte Kunst studieren. Doch ihr Vater sagte ihr, dass dies kein Beruf für Frauen sei. Sie besuchte die Hauswirtschaftsschule, brach sie aber ab und besuchte ohne Wissen ihrer Eltern ein Malinstitut. Als sie 1937 einen Dokumentarfilm von dem Surrealisten Man Ray und die Arbeiten von Margaret Bourke-White sah, begann sie sich für Fotografie zu interessieren. Anschließend begann sie ihre Karriere als Illustratorin für die lokalen Nachrichtenseiten in der japanischen Zeitung Tokyo Nichi Nichi Shimbun.
Dank einer familiären Verbindung fragte sie in einem Interview der Leiter der Japan Photo Library, Kenichi Hayashi, ob sie die erste weibliche Fotojournalistin des Landes werden wolle. 1940 wurde sie offiziell Mitglied der Photographic Society of Japan und begann ihre Karriere als Nachrichtenfotografin. Sasamoto musste die damals übliche Kleidung für weibliche Berufstätige, einen Rock und Absätze, tragen. Dies hinderte sie daran, die bestmöglichen Fotoaufnahmen zu bekommen. Da sie eine Frau war, konnte sie auch keine Konflikte während des Zweiten Weltkriegs direkt fotografieren. Sie durfte jedoch für die japanische Wochenzeitung Shashin Shuho, eine Veröffentlichung, die von 1938 bis 1945 vom Geheimdienst des Kabinetts herausgegeben wurde, und eine chinesische Publikation fotografieren und konnte im Auftrag dieser Zeitungen reisen.

## Tätigkeiten nach Kriegsende
Als der Krieg endete, kehrte Sasamoto nach Tokio zurück und arbeitete freiberuflich. Sie porträtierte die japanische Nachkriegsgesellschaft, das nach dem Atombombenangriff zerstörte Hiroshima, berichtete über zahlreiche Ereignisse unter General Douglas MacArthur während der US-Besatzung Japans oder die Studentenproteste Ende der 1960er Jahre.
Sasamoto war 1950 eine der Gründerinnen der Japan Professional Photojournalist Society (JPS), deren Ehrenmitglied sie bis 2011 war und die bis heute einen nach Sasamoto benannten Preis vergibt.
1968 reiste sie zum ersten Mal nach Europa und besuchte dann Länder auf der ganzen Welt. Nach dem Krieg hielt Sasamoto in ihren Fotografien fest, wie radikal sich Japan verändert hatte. Nach den Anpo Protests wurden viele Zeitschriften eingestellt und Sasamoto hörte auf, als Fotojournalistin zu arbeiten. Sie eröffnete 1962 eine Schneiderei und arbeitete drei Jahre lang als Modeberaterin, bis sie das Geschäft schloss. Sie arbeitete dann zehn Jahre lang als Floristin und Dozentin für florales Design. Nach einer Ausstellung im Jahr 1985 im Alter von 71 Jahren begann sie, Porträts von kreativen Frauen zu fertigen, darunter von der Autorin Chiyo Uno, der Malerin Migishi Setsuko und der Schauspielerin Haruko Sugimura. Diese Serie wurde später zu ihrem bekanntesten Projekt.
Sie veröffentlichte 2011 Hyakusai no Finder und 2015 Inquisitive Girl at 101. Anlässlich ihres 100. Geburtstags im Jahr 2014 veranstaltete Sasamoto zwei Einzelausstellungen,Tsuneko Sasamoto 100 Years Old Exhibition und 100 Women, die viel Aufmerksamkeit erregten. Ihre Leidenschaft für die Fotografie hielt auch an, nachdem sie sich 2014 bei einem Sturz die linke Hand und beide Beine gebrochen hatte.

## Fotothemen
Sasamoto hat unzählige historische Momente und viele Persönlichkeiten fotografiert. Zu ihren Themen gehörten General Douglas MacArthur und seine Frau Jean im Jahr 1947 während der US-Besatzung, die kaiserliche Familie, die Hitlerjugend zu Besuch in Japan und berühmte japanische Schriftsteller, Dichter und Künstler. Unter den Politikern war ihr Porträt des Vorsitzenden der Sozialistischen Partei, Inejiro Asanuma, von 1955 das letzte vor seiner Ermordung.
Ein Großteil ihrer Arbeit konzentrierte sich auf Frauen und Heldinnen der Meiji-Ära (1868–1912) und frühen Shōwa-Zeit (1926–1989). Ihre Ausstellung 100 Women im JCII Photo Salon in Tokio feierte deren Errungenschaften angesichts unerbittlicher Geschlechterdiskriminierung. Zu ihren Favoriten unter den 100 Porträts gehörte ein Foto der Sängerin Noriko Awaya, die als Queen of Blues bezeichnet wird. Ein weiterer Favorit von Sasamoto war ein Foto von 1960, auf dem eine Gruppe von Ehefrauen von Gewerkschaftsarbeitern zu sehen ist, die in einen Streik gegen die einst größte Kohlemine Japans, die Mitsui Miike Coal Mine, verwickelt sind. Sie hatte in den Zeitungen von dem Streik gelesen und war fasziniert von der Stärke der Frauen. Sasamoto entdeckte oft in Zeitungsartikeln ihre weiblichen Motive, wenn diese Bedeutendes für die Gesellschaft leisteten. Die Arbeit war in der Regel keine Auftragsarbeit und sie finanzierte diese größtenteils mit ihrem eigenen Geld.

## Auszeichnungen und Anerkennungen
- 2011: Yoshikawa Eiji Cultural Award, Photographic Society of Japan Award
- 2014: 43. Best Dresser Special Award
- 2016: Lucie Award for Photographic Achievement
- 2021: Würdigung in der Ausstellung „The New Woman behind the Camera“ im Metropolitan Museum (Met) in New York City, die wegweisende Arbeiten von 120 Frauen aus 20 Ländern zeigte, die zwischen 1920 und 1950 die moderne Fotografie prägten[10]

## Veröffentlichungen (Auswahl)
- Raika de shotto!: Ojōsan kameraman no Shōwa no sunappu. Kamakura Shobō, 1989, ISBN 978-4-308-00478-6.
- Shot with a Leica!: my footsteps and age. Japonés, ISBN 978-4-10-126161-4.
- 昭和・あの時・あの人―女性報道写真家第一号・笹本恒子写真集. Japonés, ISBN 978-4-89615-756-7.
- Fudangi no shōzō: Shōwa 20--30-nendai o irodotta 100-nin. Shinchōsha, 1988, ISBN 978-4-10-368601-9.